# Palavra cruzada críptica
Palavras cruzadas crípticas, ou enigmáticas são palavras cruzadas em que cada pista é um jogo de palavras em si. Palavras cruzadas crípticas são particularmente populares no Reino Unido, onde se originaram,  Irlanda, Israel, Holanda e em vários países da Comunidade Britânica, incluindo Austrália, Canadá, Índia, Quênia, Malta, Nova Zelândia e África do Sul . Nos Estados Unidos, as palavras cruzadas crípticas são às vezes conhecidas como palavras cruzadas de "estilo britânico". Criadores de palavras cruzadas crípticas são comumente chamados de "setters" no Reino Unido .
As palavras cruzadas crípticas vêm em dois tipos principais: as enigmáticas básicas, em que cada resposta de uma pista é inserida no diagrama normalmente, e as enigmáticas "temáticas" ou de "variedades", em que algumas, ou todas as respostas devem ser alteradas antes de ser respondidas, geralmente em de acordo com um padrão ou regra oculta que deve ser descoberto pelo solucionador.

## História e desenvolvimento
As palavras cruzadas crípticas tiveram origem no Reino Unido. As primeiras palavras cruzadas britânicas apareceram por volta de 1923 e eram puramente diretas (a dica define exatamente do que a resposta se trata), mas a partir de meados da década de 1920 começaram a incluir material críptico: não pistas crípticas no sentido moderno, mas anagramas, alusões clássicas, citações incompletas e outras referências e jogos de palavras. Torquemada (Edward Powys Mathers), que criou palavras cruzadas no The Saturday Westminster de 1925 e no The Observer de 1926 até sua morte em 1939, foi o primeiro setter a usar exclusivamente pistas enigmáticas e costuma ser creditado como o inventor das palavras cruzadas enigmáticas. 
As primeiras palavras cruzadas de jornal apareceram no Sunday e no Daily Express por volta de 1924. As palavras cruzadas foram gradualmente adotadas por outros jornais, aparecendo no Daily Telegraph de 1925, no The Manchester Guardian de 1929 e no The Times de 1930. Essas palavras cruzadas de jornal eram quase inteiramente não enigmáticas no início e gradualmente usaram mais e mais pistas  enigmáticas, até que as palavras cruzadas totalmente crípticas como são conhecidas hoje se espalharam. Em alguns jornais, isso durou até 1960.
As palavras cruzadas apareceram no The Listener em 1930, mas esta era uma revista semanal em vez de um jornal, e os passatempos eram muito mais difíceis do que os do jornal, embora tenham demorado para se tornarem totalmente enigmáticos.
Os passatempos de Torquemada eram extremamente obscuros e difíceis, e os criadores posteriores reagiram contra essa tendência desenvolvendo um padrão para pistas justas, que podem ser resolvidas, pelo menos em princípio, por dedução, sem a necessidade de chutes ou insights sobre os processos de pensamento do criador.
O princípio básico de justiça foi estabelecido pelo cruciverbalista do The Listener Afrit ( Alistair Ferguson Ritchie ) em seu livro Armchair Crosswords (1946), onde ele o credita ao ficcional Book of the Crossword.
Devemos esperar que o cruciverbalista use truques, mas devemos insistir para que ele jogue limpo. O Livro das Palavras Cruzadas impõe esta exigência para ele: "Você não precisa dizer o que quer dizer, mas deve dizer o que quer." Esta é uma maneira melhor de dizer que ele não pode ter as duas coisas. Ele pode tentar enganar, empregando um jogo de palavras que pode ser interpretado de mais de uma maneira, e é sua culpa se você interpretar da maneira errada, mas é culpa dele se você não conseguir interpretar logicamente da maneira certa .

O sucessor de Torquemada no The Observer foi Ximenes ( Derrick Somerset Macnutt, 1902-1971), e em seu influente trabalho, Ximenes on the Art of the Crossword Puzzle (1966), ele estabeleceu diretrizes mais detalhadas para definir pistas crípticas justas, agora conhecidas como "Princípios Ximeneanos" e às vezes descritos pela palavra "trato quadrado".  Os mais importantes deles são resumidos sucintamente pelo sucessor de Ximenes, Azed ( Jonathan Crowther, nascido em 1942):
Uma boa pista enigmática contém três elementos:
1. uma definição precisa
2. uma indicação intermediária justa
3. nada mais

Os princípios Ximeneanos são respeitados mais estritamente no subgênero de "enigmas avançados" - passatempos difíceis usando grades com barras e um grande vocabulário. Os passatempos mais fáceis geralmente têm padrões mais relaxados, permitindo uma gama mais ampla de tipos de pistas e um pouco de flexibilidade. O cruciverbalista do Guardian Araucaria ( John Galbraith Graham, 1921 – 2013) foi um notável não-ximeniano, famoso por suas pistas espirituosas, embora ocasionalmente não ortodoxas.

## Popularidade
A maioria dos principais jornais nacionais no Reino Unido trazem palavras cruzadas enigmáticas e concisas (rápidas) em todas as edições. Os passatempos do The Guardian são muito apreciados por seu humor e peculiaridades, e muitas vezes incluem palavras cruzadas com temas, que são extremamente raros no The Times . 
Muitos jornais canadenses, incluindo Ottawa Citizen, Toronto Star e The Globe and Mail, publicam palavras cruzadas enigmáticas.

## Como funcionam as pistas enigmáticas
Em essência, uma pista enigmática leva à sua resposta, desde que seja lida da maneira correta. O que a pista parece dizer quando lida normalmente (a leitura superficial) é uma distração e geralmente não tem nada a ver com a resposta da pista. O desafio é encontrar a forma de ler a pista que leva à solução.
Uma pista típica consiste de duas partes, a definição e o jogo de palavras. Ela fornece duas maneiras de obter a resposta. A definição, que geralmente corresponde exatamente à classe gramatical, tempo verbal e número da resposta, é basicamente a mesma que qualquer palavra cruzada "direta", um sinônimo para a resposta. Geralmente aparece no início ou no final de uma pista.
A outra parte (a indicação intermediária, ou jogo de palavras ) fornece um caminho alternativo para a resposta (esta parte seria uma segunda definição no caso de pistas de dupla definição). Uma das tarefas do solucionador é encontrar o limite entre a definição e o jogo de palavras e inserir uma pausa mental ali ao ler a pista enigmaticamente. Esse jogo de palavras fornece ao solucionador algumas instruções sobre como obter a resposta de outra maneira. (Às vezes, as duas partes são unidas por uma palavra ou frase de link como "de", "dá" ou "poderia ser". )
Existem muitos tipos de jogos de palavras, como anagramas e definições duplas, mas todos obedecem às regras. Os criadores de palavras cruzadas fazem o possível para seguir essas regras ao escrever suas pistas, e os solucionadores podem usar essas regras e convenções para ajudá-los a resolver as pistas. O famoso criador enigmático Derrick Somerset Macnutt (que escreveu enigmáticas sob o pseudônimo de Ximenes) discute a importância e a arte da compreensão justa em seu livro seminal sobre palavras cruzadas enigmáticas, Ximenes on the Art of the Crossword (1966, reimpresso em 2001). 

Aqui está um exemplo tirado do site Cruzadista.com
País encontrado nas bordas da Indonésia (5)
é uma pista para Índia. Isso funciona da seguinte maneira.
- País é a definição, ou seja, a resposta é um país ou algo relacionado à palavra país. Mas como vamos saber qual país é?
- Vejamos o resto da dica: encontrado nas bordas da Indonésia. Superficialmente até parece que estamos procurando por um país que faz fronteira com a Indonésia, mas não é o caso, a intenção é sempre fazer com que as dicas pareçam frases normais e que nada levante muita suspeita, neste caso temos de levar a dica ao pé da letra, nas bordas da Indonésia quer dizer que a nossa resposta está escrita nas bordas da palavra INDonésIA, está vendo? Índia é um país que aparece nas bordas da palavra Indonésia, esta é a nossa resposta. Também ajuda muito saber a quantidade de letras, ela sempre vem entre parênteses após a dica.

## Grades para palavras cruzadas enigmáticas

Uma grade comum para palavras cruzadas crípticas

Uma grade de palavras cruzadas criptografada típica é geralmente 15 × 15, com simetria rotacional de meia volta. Ao contrário das palavras cruzadas americanas típicas, nas quais cada quadrado é quase sempre verificado (ou seja, cada quadrado fornece uma letra para uma resposta na horizontal e outra na vertical), apenas cerca de metade dos quadrados em uma palavra cruzada enigmática são verificados.